# Pyrrosia ceylanica
Pyrrosia ceylanica är en stensöteväxtart som först beskrevs av Karl Giesenhagen och fick sitt nu gällande namn av Sledge.
Pyrrosia ceylanica ingår i släktet Pyrrosia och familjen Polypodiaceae. Inga underarter finns listade i Catalogue of Life.